# روبير دوانو
روبير دوانو (بالفرنسية: Robert Doisneau)‏ مصور فرنسي ولد في 14 إبريل عام 1912م وتوفي في 1 إبريل عام 1994م .
يعتبر روبير دوانو من أشهر المصورين الفوتوغرافيين في العالم، وترجع شهرته لأنه صوّر أحداثاً تاريخية مفصلية أو التقط صور الرؤساء والملوك، وكان فناناً صبورا إلتقط مظاهر الحياة اليومية ببساطتها في شوارع باريس، وتعتبر صوره لحظات مكثفة من الفرح في متناول الجميع ، فهو يعرف كيف يجمع بين الرقة والحنين مع شيء من الفكاهة والسخرية أو ما نسميه بالدماثة الإنسانية .
أحب باريس وضواحيها ، وتعتبر صوره أرشيفاً فنياً كاملاً للمدينة ، أعماله كرنفالٌ حقيقي للنظر ، وتحريض صريح للحياة والاستمتاع ، وما يدهشك ليس التقاطاته فقط ، فحتى العناوين التي يختارها للصور تُصاغ بطريقة شعرية لافتة ، وكأنه يكتب قصيدة نثر .

## من صوره

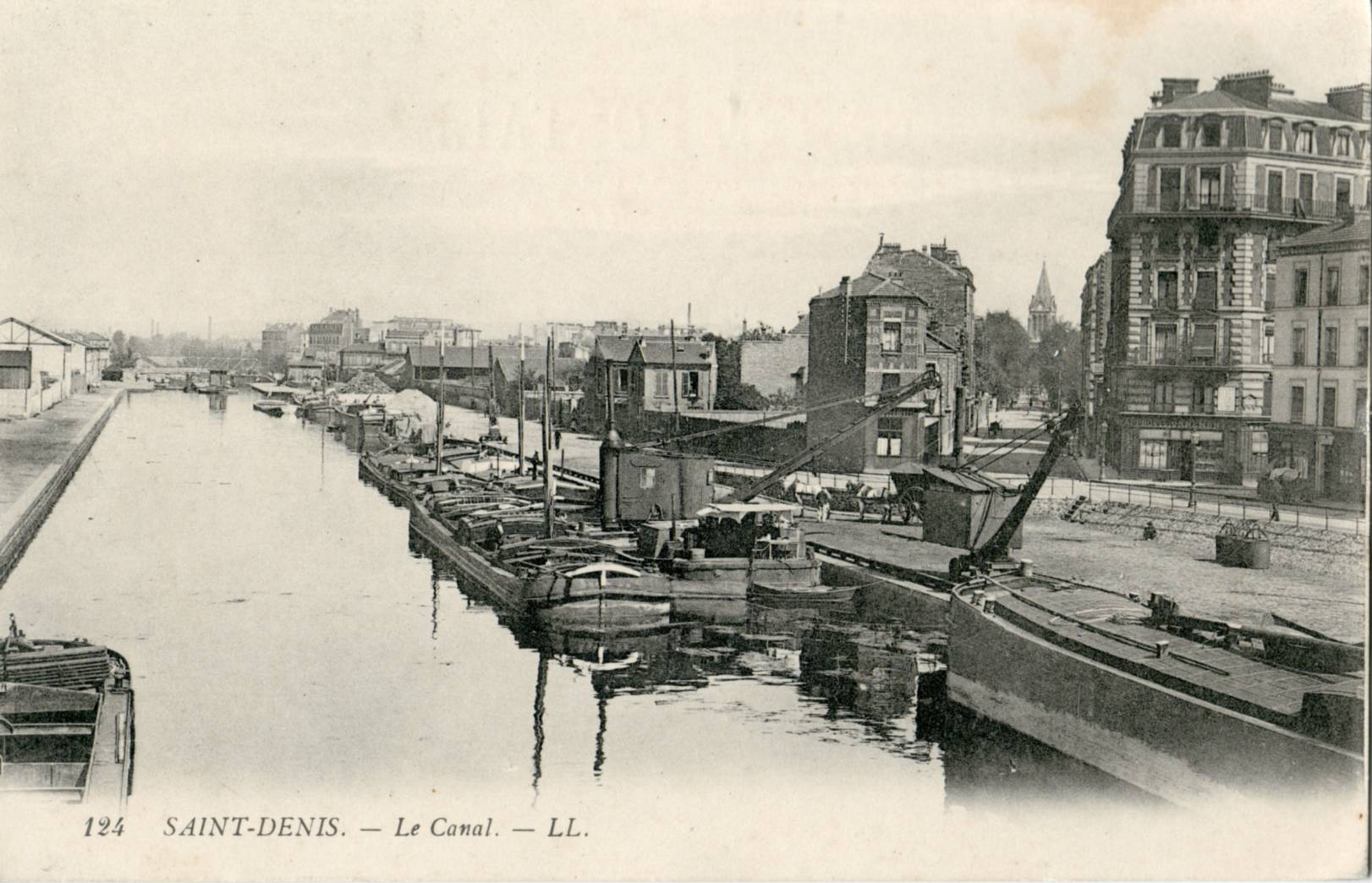
ميناء سان دوني

## وفاته
توفي عام 1994 نتيجة لاصابته في التهاب البنكرياس الحاد .